# Desa Sidorejo (administrativ by i Indonesien, Jawa Tengah, lat -6,97, long 109,71)
Desa Sidorejo är en administrativ by i Indonesien.   Den ligger i provinsen Jawa Tengah, i den västra delen av landet, 300 km öster om huvudstaden Jakarta.